# 野村純花
野村 純花（のむら あやか、1996年10月14日 - ）は、キリンプロ大阪オフィスに所属していた日本の元子役。同じ事務所に所属していた野村飛鳥とは双子の姉妹である。

## モデル活動
- ECCアーティスト専門学校梅田校[注釈 1] 七五三着付モデル（学校法人山口学園、2003年・2004年）

## 出演

### 舞台
- ソラリスの謎 - 友達 役

### CM
- 小僧寿しチェーン クリスマスフェア篇

### テレビ番組
- あっぱれ!!さんま大教授（フジテレビ）

### テレビドラマ
- 白虎隊（テレビ朝日、2007年）